# Escritório Compartilhado da ONU na Bahia
O Escritório Compartilhado da ONU na Bahia (ou Casa da ONU da Bahia) é a sede conjunta de instituições do Sistema das Nações Unidas em Salvador, município capital do estado brasileiro da Bahia. Estava localizado na Praça Tomé de Souza, mais precisamente no Elevador Lacerda. Começou a funcionar em 26 de novembro de 2010. Nele estavam cinco organizações: a Organização Internacional do Trabalho (OIT), o Fundo das Nações Unidas para a Infância (Unicef), o Fundo de População das Nações Unidas (UNFPA), o Fundo Internacional de Desenvolvimento Agrícola (FIDA) e o Programa das Nações Unidas para o Desenvolvimento (PNUD).
Em dezembro de 2025, a Prefeitura Municipal de Salvador, por meio de sua então Secretaria de Relações Internacionais (SECRI), atraiu a instalação de um escritório do PNUD em dois andares do Elevador Lacerda. A atuação do PNUD na Bahia destacou-se em políticas para mulheres e meninas. A Casa da ONU foi anunciada em 2008 e, anos depois, concretizou-se o escritório compartilhado com solenidade de inauguração com a exposição fotográfica 'Nações Unidas e Brasil: 65 anos de cooperação, 65 anos de realizações' no Palácio Rio Branco em 26 de novembro de 2010, e com apresentações da Orquestra Neojibá e da Banda Feminina Didá.
Foi o primeiro escritório compartilhado no Brasil, depois foram criadas a Casa das Nações Unidas no Brasil (em Brasília) e a Casa da ONU na Amazônia (em Belém). A instalação da Casa da ONU e seu pioneirismo fortaleceu a projeção internacional de Salvador no mundo. Na década de 2010, o Escritório das Nações Unidas de Serviços para Projetos (UNOPS) instalou-se fora da Casa da ONU, mas sim na sede da Secretaria da Fazenda do Estado da Bahia (SEFAZ-BA).